# Handball-DDR-Oberliga (Männer) 1983/84
Die Handball-DDR-Oberliga der Männer 1983/84 war die höchste Spielklasse der Saison im Hallenhandball der DDR, mit ihr wurde zum 34. Mal der DDR-Meister ermittelt.

## Saisonverlauf
Die Oberligasaison 1983/84 wurde wie üblich mit zehn Mannschaften ausgetragen, begann 22. September 1983 und wurde mit dem 20. Spieltag am 26. Februar 1984 abgeschlossen. Die Mannschaften traten in Hin- und Rückspielen gegeneinander an, bei gleicher Punktzahl am Saisonende entschieden die Spiele gegeneinander. Der SC Magdeburg konnte seinen Vorjahrestitel mit einem Vorsprung von acht Punkten vor dem Tabellenzweiten SC Dynamo Berlin überlegen verteidigen. Als Aufsteiger traten die SG Dynamo Halle-Neustadt und die Betriebssportgemeinschaft (BSG) ZAB Dessau an. Nur der SG Dynamo gelang es, den Klassenerhalt zu sichern, während die BSG ZAB nach nur einer Saison wieder abstieg. Begleitet wurde sie von der BSG Wismut Aue, die nach 23-jähriger Oberliga-Zugehörigkeit ebenfalls die Oberliga verlassen musste.

## Tabellen

### Abschlusstabelle
| Pl. | Mannschaft                   | Sp. | S  | U | N  | Tore    | Punkte |
| --- | ---------------------------- | --- | -- | - | -- | ------- | ------ |
| 1.  | SC Magdeburg (M)             | 18  | 16 | 1 | 1  | 553:381 | 33:30  |
| 2.  | SC Dynamo Berlin             | 18  | 12 | 1 | 5  | 433:407 | 25:11  |
| 3.  | SC Leipzig                   | 18  | 12 | 1 | 5  | 428:356 | 25:11  |
| 4.  | SC Empor Rostock             | 18  | 11 | 2 | 5  | 393:367 | 24:12  |
| 5.  | ASK Vorwärts Frankfurt (P)   | 18  | 11 | 0 | 7  | 405:367 | 22:14  |
| 6.  | BSG Motor Eisenach           | 18  | 5  | 2 | 11 | 381:423 | 12:24  |
| 7.  | SG Dynamo Halle-Neustadt (N) | 18  | 5  | 1 | 12 | 340:422 | 11:25  |
| 8.  | BSG Post Schwerin            | 18  | 4  | 3 | 11 | 315:396 | 11:25  |
| 9.  | BSG Wismut Aue               | 18  | 5  | 1 | 12 | 394:452 | 11:25  |
| 10. | BSG ZAB Dessau (N)           | 18  | 2  | 2 | 14 | 352:423 | 06:30  |

Legende:
  DDR-Meister und Teilnehmer am Europapokal der Landesmeister 1984/85 
  Teilnehmer am Europapokal der Pokalsieger 1984/85 
  Teilnehmer am IHF-Pokal 1984/85 
  Absteiger in die DDR-Liga 1984/85 
 (M) DDR-Meister 1983, (P) FDGB-Pokalsieger 1983, (N) Aufsteiger aus der DDR-Liga 1982/83

### Kreuztabelle
| 1983/84 22. September 1983 – 26. Februar 1984 | 1983/84 22. September 1983 – 26. Februar 1984 | SC Magdeburg | SC Dynamo Berlin | SC Leipzig | SC Empor Rostock | ASK Vorwärts Frankfurt | BSG Motor Eisenach | SG Dynamo Halle-Neustadt | BSG Post Schwerin | BSG Wismut Aue | BSG ZAB Dessau |
| --------------------------------------------- | --------------------------------------------- | ------------ | ---------------- | ---------- | ---------------- | ---------------------- | ------------------ | ------------------------ | ----------------- | -------------- | -------------- |
| 01.                                           | SC Magdeburg                                  |              | 41:22            | 27:18      | 36:21            | 36:23                  | 36:26              | 34:13                    | 30:16             | 38:21          | 26:18          |
| 02.                                           | SC Dynamo Berlin                              | 27:33        |                  | 30:24      | 17:18            | 20:19                  | 27:23              | 30:20                    | 26:11             | 21:21          | 21:18          |
| 03.                                           | SC Leipzig                                    | 25:20        | 25:26            |            | 27:20            | 18:20                  | 27:15              | 31:21                    | 28:16             | 31:24          | 28:16          |
| 04.                                           | SC Empor Rostock                              | 20:22        | 26:25            | 20:17      |                  | 18:15                  | 20:19              | 30:14                    | 29:17             | 21:16          | 23:19          |
| 05.                                           | ASK Vorwärts Frankfurt                        | 21:23        | 25:24            | 19:20      | 23:25            |                        | 22:14              | 23:20                    | 18:13             | 27:20          | 20:15          |
| 06.                                           | BSG Motor Eisenach                            | 14:28        | 23:25            | 19:19      | 24:22            | 21:26                  |                    | 27:16                    | 22:19             | 23:22          | 25:22          |
| 07.                                           | SG Dynamo Halle-Neustadt                      | 20:29        | 20:24            | 15:18      | 23:21            | 19:25                  | 20:18              |                          | 21:21             | 21:14          | 21:18          |
| 08.                                           | BSG Post Schwerin                             | 19:30        | 17:19            | 13:22      | 09:15            | 20:19                  | 20:20              | 15:15                    |                   | 28:25          | 21:18          |
| 09.                                           | BSG Wismut Aue                                | 35:35        | 23:26            | 15:20      | 22:22            | 25:32                  | 26:25              | 23:20                    | 21:19             |                | 22:21          |
| 10.                                           | BSG ZAB Dessau                                | 22:29        | 20:23            | 20:30      | 22:22            | 16:28                  | 26:23              | 21:21                    | 18:21             | 22:19          |                |

### Torschützenliste
|     | Spieler            | Verein             | Tore / 7 m |
| --- | ------------------ | ------------------ | ---------- |
| 01. | Axel Vollgold      | SC Leipzig         | 135 / 52   |
| 02. | Ingolf Wiegert     | SC Magdeburg       | 126 / 0–   |
| 03. | Udo Rothe          | SC Magdeburg       | 110 / 20   |
| 04. | Lutz Westram       | BSG Motor Eisenach | 105 / 48   |
| 05. | Helmut Zierold     | BSG Wismut Aue     | 086 / 53   |
| 06. | Lutz Gau           | BSG Post Schwerin  | 085 / 38   |
| 07. | Georg Rothenburger | BSG Wismut Aue     | 083 / 10   |
| 08. | Günter Dreibrodt   | SC Magdeburg       | 080 / 08   |
| 08. | Thomas Zeise       | SC Dynamo Berlin   | 080 / 10   |
| 10. | Rüdiger Borchardt  | SC Empor Rostock   | 075 / 31   |

## Statistik
In der Saison 1983/84 wurden in der Oberliga 90 Spiele ausgetragen, dabei wurden 3.990 Tore erzielt (≈ 44 pro Spiel). Den höchsten Sieg erreichte der SC Magdeburg bei seinem 34:13-Heimsieg am 13. Spieltag über die SG Dynamo Halle-Neustadt. Der SC Magdeburg war auch an dem Spiel mit den meisten Treffern beteiligt, als er am letzten Spieltag bei der BSG Wismut Aue mit 35:35 gewann. Torschützenkönig wurde Axel Vollgold vom SC Leipzig, der 135 Tore warf, von denen er 52-mal vom Siebenmeterpunkt traf. Im Laufe der Saison gab es nur drei Tabellenführer. Der neue Meister SC Magdeburg stand 15-mal an der Spitze, während der SC Leipzig dreimal und der SC Empor Rostock zweimal die Tabellenspitze zierten.

## Meistermannschaft
| SC Magdeburg          | SC Magdeburg |
| --------------------- | --- |
| Logo vom SC Magdeburg | Tor: Wieland Schmidt, Gunar Schimrock Feldspieler: Holger Winselmann, Günter Dreibrodt, Peter Pysall, Ingolf Wiegert, Udo Rothe, Hartmut Krüger , Helmut Kurrat, Harry Jahns, Uwe Beye, Jörg Fischer, Jörg Brech, Lars Becker, Andreas Frank Trainer: Klaus Miesner |